# Pieve di San Pietro a Pava
La pieve di San Pietro a Pava era un edificio religioso che sorgeva in località Pieve a Pava, nel comune di Montalcino.
Sorse nei secoli IV-V presso il vicus romano di Pava, e apparteneva alla diocesi di Arezzo. Lo studio e la conservazione di questa zona sono gestiti dalla Fondazione Paesaggi Archeologici della Val d'Asso Onlus, che ha sede nel paese.

## Storia
Una sua prima frequentazione è stata datata tra il IV secolo e il VI secolo d.C. sulla base del ritrovamento di piani di laterizi di età romana, rinvenuti sotto le mura del primo edificio religioso costruito, insieme al ritrovamento e all'analisi di sezioni di terreno carbonioso contenenti reperti vitrei, ossei e ceramici.
All'età paleocristiana risale la pianta della chiesa, che si estende per trentadue metri in lunghezza e dieci in larghezza, ed in cui è forte la presenza delle absidi contrapposte, che fanno dell'edificio una rarità italiana e lo accomunano con le planimetrie presenti nella penisola iberica e nel Nord Africa. Come struttura di arredo interno inoltre sono stati riutilizzati materiali precedenti come la copertura romana in laterizi.
Durante l'Alto medioevo viene rifatta la pavimentazione, ottenuta con uno strato di laterizi e pietre per rialzare il piano, procedimento accompagnato dalla realizzazione di una fornace, rinvenuta a breve distanza dalla chiesa, che veniva utilizzata per cotture di laterizi e ceramiche. Tra il IX secolo e il X secolo viene tagliata la pavimentazione e realizzata una fornace in mezzo alla navata, mentre parte della curva absidale orientale viene disfatta, modificando un'area dedicata alla sepoltura. Nella parte occidentale infine, l'abside viene sostituita da un muro dritto, costruito con grossi blocchi di pietra legati da terra, tipica muratura di quel periodo. Dal XII secolo si assiste alla creazione di un nuovo edificio religioso, realizzato su ulteriori ristrutturazioni e rifacimenti di elementi dell'edificio antico, tra cui il muro occidentale, a cui ne viene aggiunto uno costruito con Malta e pietre squadrate e la costruzione, negli interni, di una fonte battesimale, di cui si è rinvenuto il basamento circolare a lastre di pietra.
La chiesa infine verrà abbandonata alla fine del XIV secolo per poi crollare dopo pochi anni; già dal 1045 le funzioni di chiesa plebana erano state trasferite alla nuova pieve di Santa Maria, costruita alcune decine di metri a monte rispetto a quella di San Pietro.

## Il tesoro del ripostiglio di Pava
Durante uno degli ultimi giorni di scavo della campagna 2006, all’interno dell’abside occidentale, è stato scoperto un tesoretto monetale di 26 monete di età gota. Nello specifico si tratta di 6 monete d’oro e 20 d’argento contenute in un vasetto in ceramica acroma “selezionata” di modesta fattura. La sua datazione è definibile per la presenza di esemplari coniati in un arco di tempo ristretto, che si interrompe bruscamente al 541. Per il suo occultamento è stato proposto quindi un arco cronologico compreso tra il 537 ed il 541, in base al periodo di emissione dell’esemplare più tardo.
La deposizione delle monete è avvenuta tra due laterizi di preparazione del pavimento in cocciopesto, appoggiato alla muratura dell’abside ovest. Non è ancora chiaro il motivo per cui mancasse il cocciopesto in questo punto del pavimento, forse un rifacimento in terra o un’assenza intenzionale (il contesto è ancora in corso di scavo). Per il momento il tesoretto può essere interpretato con due significati, entrambi validi ed in attesa di chiarimenti. Il tesoro potrebbe essere stato deposto in concomitanza con la fondazione stessa della prima chiesa.
Il tesoretto risulterebbe quindi un elemento utile a ridurre la forchetta temporale suggerita dal radiocarbonio per la costruzione dell’edificio (post 484-533). Il motivo della deposizione potrebbe quindi anche suggerire una sua interpretazione come cassa della chiesa, forse dotazione patrimoniale della stessa, della quale evidentemente si è persa memoria nelle fasi successive (il contesto storico di riferimento è comunque quello della guerra greco-gotica). La seconda possibilità è che il tesoretto sia stato seppellito in un punto dell’abside interessato da un’attività di rifacimento del pavimento in cocciopesto. L’interpretazione in questo secondo caso sarebbe maggiormente rivolta verso un seppellimento d’emergenza, in un punto ritenuto sicuro, verosimilmente in un momento di pericolo legato agli eventi bellici della guerra greco-gotica.

## Fonti documentarie

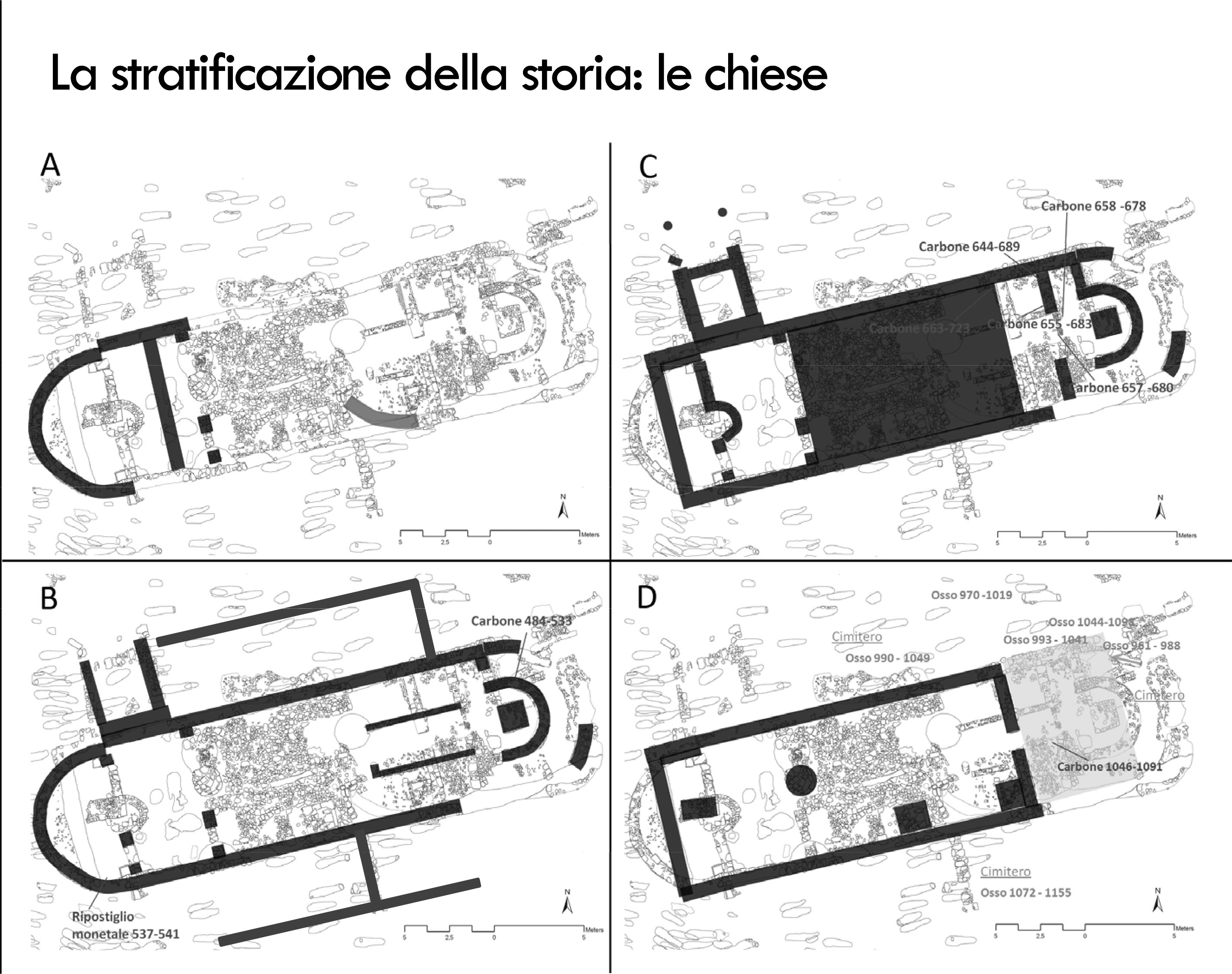
Fasi della pieve di Pava.

Citazioni della pieve compaiono in una straordinaria serie di documenti antichi che risalgono all'età dei Longobardi. Essi documentano una secolare contesa di edifici religiosi nei territori di confine tra il vescovo di Siena e quello di Arezzo, causa che arrivò a comparire, tra il VII secolo e l'VIII secolo, anche davanti al re longobardo Liutprando.
- Convenzione tra Mauro, vescovo di Siena, e Servando, vescovo di Arezzo, risalente al VII secolo;
- Giudicato di Ambrogio, maggiordomo del re Liutprando, risalente al 714: la sentenza si rivolge alla stessa questione frapposta tra Adeodato, vescovo di Siena, e Luperziano, vescovo di Arezzo, al quale vengono confermati i possessi;
- Testimoniale, risalente al 715, del messo del re Liutprando, Gunteram, che elenca la moltitudine delle strutture allora esistenti nel territorio conteso;
- Giudicato del 715 dato dai vescovi di Fiesole, Pisa, Firenze, Lucca in accordo con Gunteram, notaio del re, che assegna ancora una volta il possesso del territorio al vescovo di Arezzo.